# Phyllomyias urichi
El mosquerito de Paria o atrapamoscas de Paria (Phyllomyias urichi), es una especie de ave paseriforme de la familia Tyrannidae perteneciente al género Phyllomyias. Es endémico del noreste de Venezuela.

## Distribución y hábitat
Se encuentra en una zona restringida en el extremo noreste de Venezuela, en las montañas del noreste de los estados Anzoátegui, Sucre y norte de Monagas. Ha sido observado en la parte septentrional de la cordillera de Caripe. Además existen pocas observaciones en el cerro Humo, en la península de Paria.
Esta especie es considerada rara y local en su hábitat natural: el dosel y los bordes de bosques serranos bajos en altitudes entre 900 y 1100m.

## Estado de conservación
El mosquerito de Paria ha sido calificado como amenazado de extinción por la Unión Internacional para la Conservación de la Naturaleza debido a que su pequeña zona de distribución y su población, estimada entre 600 y 1700 individuos maduros, se presumen estar en decadencia significativa como resultado de la continua pérdida de hábitat por causa de los cambios en las prácticas agrícolas y a la conversión en plantaciones.

## Descripción
Mide 12 cm de longitud. Tiene el pico amarillento y la cola relativamente larga. La parte superior es oliváceo brillante, la corona es grisácea. Los anillos de los ojos y las cejas son amarillas. Las alas son más oscuras con las puntas amarillo-blanquecinas y rayos. La parte inferior es amarillo uniforme con sombras oliváceas en el pecho.

## Comportamiento
No existen estudios sobre su comportamiento. Se supone que es similar al del mosquerito de Reiser (Phyllomyias reiseri) y el mosquerito verdoso (Phyllomyias virescens), por ser estos muy similares. Así, supuestamente, se mueve por las copas de los árboles como hacen otros congéneres.

## Sistemática

### Descripción original
La especie P. urichi fue descrita por primera vez por el ornitólogo estadounidense Frank Michler Chapman en 1899 bajo el nombre científico Mecocerculus urichi; la localidad tipo es: «Quebrada seca, Venezuela»; el holotipo, una hembra recolectada el 26 de noviembre de 1898, se encuentra depositado en el Museo Americano de Historia Natural en Nueva York, bajo el número AMNH 70384.

### Etimología
El nombre genérico masculino «Phyllomyias» se compone de las palabras del griego «φύλλον» (phúllon) que significa ‘hoja’, y de la forma neolatina «myias» que significa ‘atrapamoscas’, a su vez derivado del griego  «μυῖα, μυῖας» (muĩa, muĩas) que significa ‘mosca’; y el nombre de la especie «urichi», conmemora al naturalista de campo y recolector de Trinidad y Tobago profesor Friedrich William Urich (1870–1937).

### Taxonomía
Es monotípica. Aparenta ser pariente próxima de Phyllomyias virescens y Phyllomyias reiseri, todas consideradas conespecíficas por mucho tiempo, pero hay evidentes diferencias en morfología (plumaje, proporciones de las alas y de la cola), grado de dimorfismo sexual, hábitat y vocalización. Ha sido sugerido que Phyllomyias sclateri también pertenece a ese grupo.
El género Phyllomyias como constituido actualmente puede ser polifilético; para definir los límites del género, se requieren análisis filogenéticos objetivos, utilizando características moleculares y anatómicas. Evidencias anatómicas sugieren que las especies Phyllomyias fasciatus, Phyllomyias griseocapilla, Phyllomyias griseiceps y Phyllomyias weedeni forman un clado que puede no estar emparentado con otras del género, algunas de los cuales o todas posiblemente estarían mejor colocadas en un género resucitado Tyranniscus.